# تشارلي ديفيز

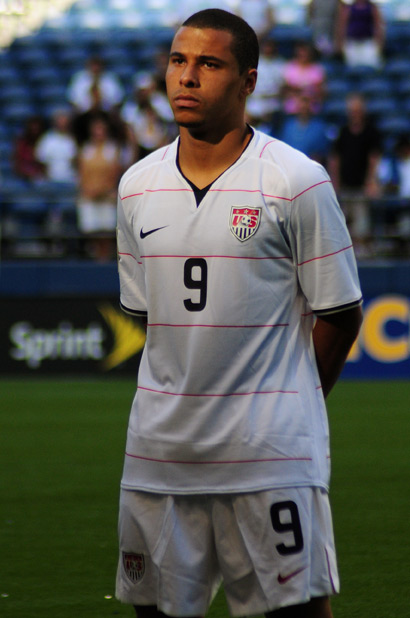
تشارلي ديفيز

تشارلي ديفيز (بالإنجليزية: Charlie Davies)‏ هو لاعب كرة قدم أمريكي ولد 25 يوليو 1986 في مدينة مانشستر بولاية نيوهامشير الأمريكية يلعب لمنتخب أمريكا لكرة القدم.

## روابط خارجية
- تشارلي ديفيز على موقع الاتحاد الدولي (مؤرشف)  (الإنجليزية)
- تشارلي ديفيز على موقع الدوري الأمريكي (الإنجليزية)
- تشارلي ديفيز على موقع قاعدة بيانات كرة القدم.إي يو (الإنجليزية)
- تشارلي ديفيز على موقع ناشيونال فوتبول تيمز (الإنجليزية)
- تشارلي ديفيز على موقع Soccerbase.com (لاعب) (الإنجليزية)
- تشارلي ديفيز على موقع Soccerway.com (الإنجليزية)
- تشارلي ديفيز على موقع عالم كرة القدم.نت (الإنجليزية)
- تشارلي ديفيز على موقع كووورة
- تشارلي ديفيز على موقع أوليمبيديا (الإنجليزية)
- تشارلي ديفيز على موقع AS.com (الإسبانية)